# Église Saint-André de Saint-André-d'Huiriat
L'église Saint-André est une église située à Saint-André-d'Huiriat, en France.

## Localisation
L'église est située dans le département français de l'Ain, sur la commune de Saint-André-d'Huiriat.

## Historique
L'édifice est inscrit au titre des monuments historiques en 1947.